# A Pequena Sereia (filme de 1989)
A Pequena Sereia (no original em inglês The Little Mermaid) é um filme de animação norte-americano de 1989 dos gêneros romance, musical e fantasia produzido pela Walt Disney Feature Animation em associação com a Silver Screen Partners IV, sendo lançado pela Walt Disney Pictures. É vagamente baseado no conto de fadas dinamarquês homônimo de 1837 de autoria de Hans Christian Andersen. Foi escrito e dirigido por John Musker e Ron Clements e produzido por Musker e Howard Ashman, que também escreveu as canções do filme junto com Alan Menken; Menken também compôs a trilha sonora do filme. Apresentando as vozes de Jodi Benson, Christopher Daniel Barnes, Jason Marin, Samuel E. Wright, Pat Carroll, Kenneth Mars e Buddy Hackett, A Pequena Sereia conta a história de uma princesa sereia adolescente chamada Ariel, que se apaixona por um príncipe humano chamado Eric e deseja ser humana para se casar com ele, o que a leva a fazer um acordo de feitiçaria com a bruxa do mar, Ursula, para se tornar humana e ficar com ele.
O fundador do estúdio Walt Disney já havia cogitado adaptar para os cinemas a história da Pequena Sereia juntamente com outros contos de Andersen, mas posteriormente abandonou a ideia. Em 1985, enquanto trabalhavam em The Great Mouse Detective (que foi lançado no ano seguinte), Clements e Musker decidiram adaptar o conto de fadas e o propuseram ao presidente do Walt Disney Studios, Jeffrey Katzenberg, que inicialmente recusou devido às suas semelhanças com uma proposta de sequência para o filme Splash de 1984, mas depois voltou atrás e aprovou a produção. Durante esta, Ashman se envolveu e trouxe Menken. Com a supervisão de Katzenberg, eles criaram uma estrutura ao estilo Broadway para a história com números musicais enquanto a equipe trabalhava em Oliver & Company (1988). Katzenberg presumiu que o filme ganharia menos por atrair mais o público infantil feminino, mas acabou se convencendo de que a animação poderia se tornar o primeiro sucesso de bilheteria da Disney em anos.
A Pequena Sereia foi lançado nos cinemas dos Estados Unidos em 17 de novembro de 1989 recebendo aclamação da crítica, ganhando elogios pela animação, música e personagens. Também se tornou um sucesso comercial, arrecadando US$ 84 milhões de bilheteria doméstica durante seu lançamento inicial (contra um orçamento estimado em US$ 40 milhões) e US$ 235 milhões no total bruto através de relançamentos posteriores. Junto com os filmes anteriores The Great Mouse Detective e Who Framed Roger Rabbit (feito em parceria com a Amblin combinando animação com live-action), lançado no ano anterior, A Pequena Sereia é reconhecida até hoje com uma das produções responsáveis por trazer de volta à Disney o respeito e o reconhecimento perdidos depois que alguns filmes produzidos pela empresa estavam sendo mal recebidos pela crítica e pelo público. A animação também marcou o início do que ficou conhecido como Era Renascentista da Disney. O filme ganhou dois Óscars: Melhor Trilha Sonora Original e Melhor Canção Original, pela faixa "Under the Sea"; também se tornou o primeiro longa de animação a ser indicado ao Globo de Ouro para a categoria de Melhor filme de comédia ou musical.
O sucesso do filme originou uma grande franquia de mídia. Uma sequência lançada diretamente em vídeo foi lançada em 2000, com foco na filha de Ariel e Eric, Melody, com uma prequela, também em lançada em home video, sendo lançada em 2008. A Pequena Sereia também originou uma peça musical que incluiu novas canções, estreando em Denver em julho de 2007 e posteriormente indo até a Broadway em 2008, sendo estrelada pela atriz Sierra Boggess. Outros trabalhos derivados e materiais inspirados no filme incluem uma apresentação musical ao vivo transmitida na televisão em 2019 no canal americano ABC como parte da série antológica The Wonderful World of Disney e uma adaptação cinematográfica em live-action de 2023 dirigida por Rob Marshall e estrelada por Halle Bailey. Em 14 de dezembro de 2022, o filme foi selecionado para preservação no National Film Registry dos Estados Unidos pela Biblioteca do Congresso como sendo "culturalmente, historicamente ou esteticamente significativo".

## Enredo
Ariel, é uma sereia de dezesseis anos de idade que está insatisfeita com a vida no mar e curiosa sobre como é o mundo humano. Com seu melhor amigo Linguado, Ariel recolhe artefatos humanos e vai para a superfície do oceano para visitar Sabidão, uma gaivota que oferece conhecimento muito impreciso da cultura humana. Ela constantemente ignora os avisos de seu pai, o grande Rei Tritão de Atlântica, e de seu conselheiro Sebastião, que o contato entre sereias e os seres humanos é proibido.
Uma noite, Ariel, vai até a superfície e assiste a celebração do aniversário do Príncipe Eric em um navio, por quem Ariel imediatamente se apaixona. Em uma tempestade que se segue, o navio é destruído e Ariel salva Eric do fundo do mar. Ariel o leva ainda desacordado até a praia e canta para ele, mas rapidamente o deixa quando ele recupera a consciência aos poucos para evitar ser descoberta. Fascinado pela voz que ficou em sua cabeça, Eric promete encontrar quem o salvou. Percebendo uma mudança no comportamento de Ariel, Tritão pergunta à Sebastião sobre seu comportamento e descobre o amor de sua filha por Eric. Tritão furiosamente confronta Ariel em sua gruta, onde ela e Linguado guardam artefatos humanos, e destrói os objetos com seu tridente. Após a saída do Rei, um par de enguias, conhecidos como Pedro e Juca, tentam convencer Ariel a visitar Ursula, a bruxa do mar.
Uma vez no covil da bruxa, Ariel faz um acordo com Ursula para transformá-la em um ser humano durante três dias em troca de ficar com a voz da sereia, que Ursula coloca em uma concha. Dentro desses três dias, Ariel deve receber o beijo do verdadeiro amor de Eric, caso contrário, ela vai se transformar de novo em uma sereia e irá pertencer à Ursula para sempre se tornando um pólipo. Ariel recebe pernas humanas e é levada à superfície por Linguado e Sebastião. Eric encontra Ariel na praia e a leva para seu castelo, sem saber que ela é a pessoa que o havia salvo. Ariel passa o tempo com Eric, embora permaneça muda o tempo todo por conta do encanto da bruxa, e no final do segundo dia, eles quase se beijam, mas são frustrados sorrateiramente por Pedro e Juca. Irritada, Ursula usa o disfarce de uma linda jovem chamada Vanessa e aparece cantando com a voz de Ariel que ela tinha guardado na concha. Eric reconhece a voz e vai em direção à Ursula, mas a bruxa lança um encantamento hipnótico sobre Eric para fazê-lo se esquecer de Ariel.
No dia seguinte, Ariel descobre que Eric irá casar-se com Ursula disfarçada. Sabidão descobre que Vanessa é Ursula disfarçada e informa a Ariel, que imediatamente vai atrás da barca do casamento. Sebastião informa Tritão, enquanto Sabidão interrompe o casamento com a ajuda de várias outras aves. No caos que se instaura no navio, a concha que contém a voz de Ariel que Ursula mantém em volta do pescoço é quebrada, restaurando a voz de Ariel e quebrando o encantamento de Ursula sobre Eric. Percebendo que Ariel era a menina que salvou sua vida, Eric corre para beijá-la, mas o sol se põe e Ariel é transformada de volta em uma sereia. Ursula volta para sua forma verdadeira e sequestra Ariel. O Rei Tritão, então, confronta Ursula e exige a libertação de sua filha. Por insistência de Ursula, ele concorda em deixar Ariel ir embora em troca de ficar no lugar dela como eterno prisioneiro de Ursula. Enquanto isso, Eric, com seu barco a remar e com seu arpão, vai atrás de Ursula. Com a libertação de Ariel, Tritão é transformado em um pólipo e perde sua autoridade sobre Atlântica. Enquanto Ursula se declara a nova governante, Eric surge e acerta o braço da bruxa com seu arpão; Ursula ordena Pedro e Juca irem atrás dele, embora Sebastião e Linguado os detêm. Na luta que se segue, Úrsula, num momento oportuno, se prepara para matar Eric, mas Ariel a empurra mirando acidentalmente em Pedro e Juca. Ursula fica mais furiosa e, através de seus poderes mágicos, começa a ficar mais gigante.
Ariel e Eric se reencontram na superfície, mas a bruxa Ursula aparece e cria uma tempestade com um redemoinho que faz Eric ser jogado ao mar. Durante a tempestade, navios naufragados emergem à superfície, fazendo Eric subir em um deles para controlá-lo em direção à Ursula; o príncipe empala a gigante bruxa mirando o gurupés do navio nela, finalmente matando-a. Após a morte da bruxa, Tritão e todos os outros pólipos enfeitiçados no jardim de Ursula voltam para suas formas originais. Mais tarde, depois de ver que Ariel realmente ama Eric, o Rei Tritão transforma sua filha em ser humano. Tempos depois, Ariel e Eric finalmente se casam em um navio e partem em direção ao pôr do sol.

## Elenco

Imagem promocional dos personagens principais do filme. Da esquerda para a direita: Rei Tritão, Sabidão, Ariel, Príncipe Eric, Sebastião, Úrsula e Linguado.

- Jodi Benson como Ariel: uma sereia de 16 anos aventureira e teimosa que é princesa do Reino de Atlântica e é fascinada pelo mundo humano, se apaixonando pelo príncipe Eric.[13]
  - Benson também também fornece voz de Vanessa, o alter ego humano de Úrsula e o disfarce que a vilã usa para sabotar seu acordo com Ariel.
- Christopher Daniel Barnes como Príncipe Eric: um príncipe humano arrojado e sonhador que é salvo por Ariel de um naufrágio e está determinado a encontrá-la e se casar com ela.[14]
- Pat Carroll como Ursula: a bruxa do mar manipuladora e conivente que assume a voz de Ariel em troca de transformá-la em humana, planejando usar Ariel como resgate para obter o tridente mágico de seu pai e assumir o controle de Atlântica.[14]
- Kenneth Mars como Rei Tritão: o pai rígido e superprotetor de Ariel e governante da Atlântica que tem preconceito em relação aos humanos.[14]
- Samuel E. Wright como Sebastião (no original em inglês: Sebastian): um caranguejo caribenho vermelho com sotaque jamaicano que atua como conselheiro e compositor da corte do Rei Tritão.[14]
- Jason Marin como Linguado: um peixe tropical amarelo que é o melhor amigo de Ariel.[14]
- Buddy Hackett como Sabidão (no original em inglês: Scuttle): uma gaivota que compartilha o fascínio de Ariel pelos humanos e a ensina sobre as "coisas humanas", embora esses ensinamentos sejam, em sua maioria, bastante imprecisos.[14]
- Paddi Edwards como Pedro e Juca (no original em inglês: Flotsam e Jetsam): duas enguias simbióticas e insidiosas de estimação de Ursula.[14]
- Ben Wright como o mordomo leal e prático de Eric.

Wright havia interpretado personagens em filmes anteriores da Disney como Roger Radcliffe em One Hundred and One Dalmatians (1961) e Rama em The Jungle Book (1967). Ele morreu quatro meses antes do lançamento de A Pequena Sereia, marcando seu último trabalho para o cinema.
- René Auberjonois como Louis: o chef de cozinha excêntrico e desequilibrado de Eric que persegue Sebastião para cozinha-lo, mas falha.[14]
- Edie McClurg como Carlotta: a empregada gentil e de bom coração de Eric.[14]
- Will Ryan como Harold: um cavalo marinho que serve como arauto de Tritão.[14]

## Produção

### Desenvolvimento e escrita do roteiro

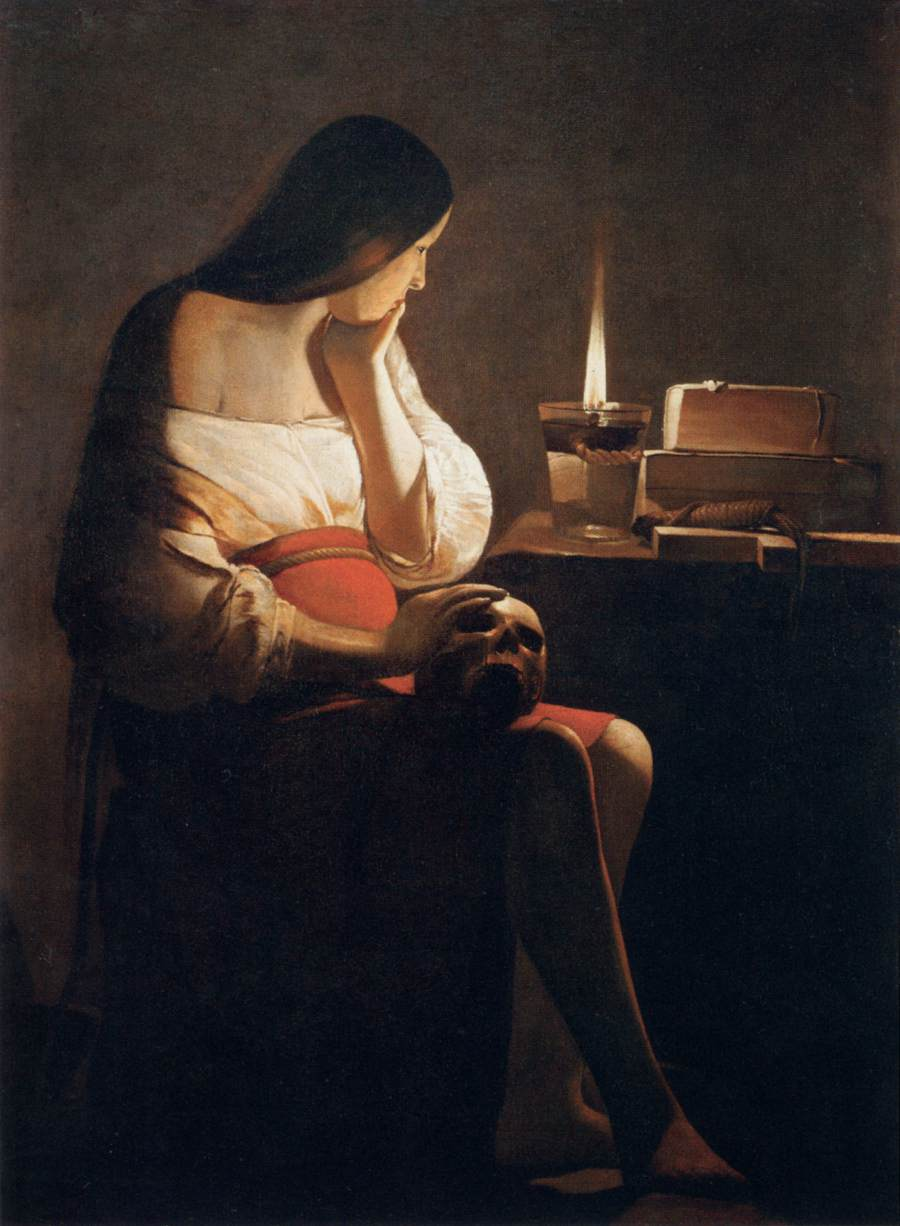
O quadro Madalena com a Chama Fumegante, pintura de Georges de La Tour concebida em 1640, é mostrado no filme como um dos artefatos humanos que Ariel coleciona em sua gruta no fundo do mar.

A Pequena Sereia foi originalmente planejado como parte de um dos primeiros longas-metragens de Walt Disney, com sua história sendo proposta dentro de um filme coletivo com vários outros contos do escritor dinamarquês Hans Christian Andersen. Um trabalho de desenvolvimento começou logo após o lançamento de Branca de Neve e os Sete Anões no final da década de 1930, mas o projeto foi adiado várias vezes devido a diversas circunstâncias até ser definitivamente deixado de lado por Disney.
Em 1985, o animador Ron Clements se interessou por uma adaptação cinematográfica de “A Pequena Sereia” enquanto trabalhava como diretor em The Great Mouse Detective (1986) ao lado de John Musker. Clements descobriu o conto de fadas de Hans Christian Andersen enquanto estava folheando alguns livros em uma livraria. Acreditando que a história fornecia uma "base ideal" para um longa-metragem de animação e interessado em criar um filme que acontecesse debaixo d'água, Clements escreveu e apresentou ao chefe do estúdio Jeffrey Katzenberg um tratamento de duas páginas de A Pequena Sereia para ser analisado em uma reunião de sugestões de ideias. Katzenberg inicialmente rejeitou o projeto, porque naquela época o estúdio estava desenvolvendo uma sequência de sua comédia em live-action Splash (1984), que também envolvia uma sereia na história, e sentiu que A Pequena Sereia seria um projeto muito semelhante. No dia seguinte, porém, Katzenberg mudou de opinião e aprovou a ideia para um possível desenvolvimento, junto com Oliver & Company. Durante a pré-produção na década de 1980, a equipe encontrou, por acaso, uma história original e um trabalho de desenvolvimento visual feito pelo desenhista dinamarquês Kay Nielsen para a tentativa de adaptação proposta por Disney dos contos de Andersen na década de 1930. Muitas das mudanças feitas pela equipe da década de 1930 na história original de Hans Christian Andersen foram coincidentemente as mesmas que as mudanças feitas pelos escritores da Disney na década de 1980.
Ainda naquele ano, Clements e Musker expandiram a ideia de duas páginas para um roteiro aproximado de vinte páginas, eliminando um personagem que seria a avó da sereia e expandindo os papéis do Rei Tritão e da Bruxa do Mar. No entanto, os planos do filme foram momentaneamente arquivados quando a Disney concentrou sua atenção em Who Framed Roger Rabbit e Oliver & Company como lançamentos mais imediatos. Em 1987, o compositor Howard Ashman envolveu-se com a escrita e desenvolvimento de A Pequena Sereia depois que foi convidado a contribuir com uma música para Oliver & Company. Ele propôs mudar o personagem secundário Clarence, o caranguejo mordomo inglês, para um caranguejo jamaicano e mudar o estilo musical ao longo do filme para refletir isso. Ao mesmo tempo, Katzenberg, Clements, Musker e Ashman revisaram o formato da história para fazer de A Pequena Sereia um musical com uma estrutura de história no estilo da Broadway, com as sequências de músicas servindo como pilares do filme. Ashman e o compositor Alan Menken, ambos conhecidos por seu trabalho como escritores do bem-sucedido musical off-Broadway Little Shop of Horrors, se uniram para compor a trilha sonora inteira. Em 1988, com as finalizações de Roger Rabbit e Oliver, A Pequena Sereia foi programado como o próximo grande lançamento da Disney.

### Seleção de elenco
Com o desenho da vilã Ursula sendo baseado no performer drag queen Divine o estúdio iniciou buscas por uma voz que tivesse um estilo que se encaixasse para a personagem. Uma inspiração inicial adicional antes de Divine foi Joan Collins em seu papel como Alexis Carrington na série de televisão Dinastia, devido a uma sugestão de Howard Ashman, que era fã da série. Pat Carroll não foi a primeira escolha de Clements e Musker para dar voz a Ursula; o roteiro original foi escrito tendo em mente a atriz Beatrice Arthur, da série de TV da Disney The Golden Girls. Depois que Arthur recusou o papel, atrizes como Nancy Marchand, Nancy Wilson, Roseanne Barr, Charlotte Rae, Jennifer Saunders e Elaine Stritch foram consideradas para o papel. Stritch acabou sendo escalada como Ursula, mas entrou em conflito com o estilo de produção musical de Howard Ashman e foi substituída por Carroll. Vários atores fizeram testes para papéis adicionais no filme, incluindo Jim Carrey para o papel do Príncipe Eric, e os comediantes Bill Maher e Michael Richards para o papel de Sabidão.

### Animação
O investimento para a realização de A Pequena Sereia envolveu altas quantias para os estúdios Disney. Além de sua principal instalação de animação em Glendale, na Califórnia, a Disney abriu um estúdio auxiliar durante a produção do filme em Lake Buena Vista, Flórida (perto de Orlando, Flórida), dentro do Parque Temático Disney-MGM Studios no Walt Disney World Resort. Inaugurado em 1989, os primeiros projetos das instalações da Disney-MGM foram produzir um curta de desenho animado para o personagem Roger Rabbit, Roller Coaster Rabbit, e contribuir com tinta e apoio de pintura para A Pequena Sereia. Outra novidade foi a volta do recurso de filmagens de atores e atrizes ao vivo para material de referência de movimento dos personagens para os animadores, uma prática usada frequentemente para muitos dos filmes de animação da Disney produzidos nos anos 30 e 40 sob a supervisão de Walt Disney. Sherri Lynn Stoner, ex-membra do grupo de comédia de improvisação The Groundlings, de Los Angeles, e Joshua Finkel, ator da Broadway, retrataram cenas importantes envolvendo Ariel e Eric, respectivamente. Jodi Benson já havia sido escalada como dubladora de Ariel nessa época e seu diálogo gravado foi usado como reprodução para guiar essas referências de ação ao vivo. Antes de Benson ser escalada, Melissa Fahn foi considerada para o papel.
Os animadores supervisores de A Pequena Sereia incluíram Glen Keane e Mark Henn para Ariel, Duncan Marjoribanks para Sebastião, Andreas Deja para o Rei Tritão e Ruben Aquino para Ursula. Originalmente, Keane foi convidado para trabalhar em Ursula, pois ele havia estabelecido uma reputação por desenhar figuras grandes e poderosas, como o urso em The Fox and the Hound (1981) e o professor Ratigan em The Great Mouse Detective. Keane, no entanto, foi designado como um dos dois artistas principais da pequena Ariel e ainda supervisionou o número musical "Part of Your World"; na época ele afirmou brincando que sua esposa se parecia exatamente com Ariel "só que sem as barbatanas". O tipo de corpo e personalidade da personagem foram baseados nos de Alyssa Milano, que até então estrelava o programa de TV Who's the Boss?, com o efeito de seu cabelo debaixo d'água sendo baseado em filmagens da astronauta Sally Ride quando ela estava no espaço e cenas de Stoner em uma piscina servindo de orientação para a animação da natação de Ariel. Muitos dos maneirismos de Stoner também se tornaram parte do personagem de Ariel, como a maneira como ela mordia o lábio ou a maneira como ela se expressava no set através de gestos com as mãos.
O cenário subaquático exigiu o maior número de animação de efeitos especiais para um longa de animação da Disney desde Fantasia em 1940. O supervisor de animação de efeitos Mark Dindal estimou que mais de um milhão de bolhas foram desenhadas para este filme, além do uso de outros processos como aerografia, retroiluminação, sobreposição de imagens e algumas animações por computador. A mão de obra artística necessária para A Pequena Sereia exigiu que a Disney transferisse a maior parte da animação de efeitos de bolhas subaquáticas do filme para a Pacific Rim Productions, uma empresa com sede na China com instalações de produção em Pequim. Uma tentativa de usar a famosa câmera multiplano da Disney pela primeira vez em anos para fotos de "profundidade" de qualidade falhou porque a máquina estava supostamente em condições degradadas. As tomadas de vários planos foram fotografadas em uma instalação externa de câmera de animação.
A Pequena Sereia se tornou o último longa-metragem da Walt Disney Animation Studios a usar o método de animação tradicional com células pintadas à mão. O próximo filme do estúdio, The Rescuers Down Under (1990), usou um método digital para colorir e combinar desenhos digitalizados desenvolvido para a Disney pela Pixar chamado CAPS/ink & paint (Computer Animation Production System), que eliminaria a necessidade de utilização de celuloide, câmeras multiplano e muitos dos efeitos ópticos usados pela última vez em A Pequena Sereia; o próximo filme de Clements e Musker, Aladdin (1992), também usou coloração digital via CAPS. Ainda sim, um protótipo do CAPS foi usado experimentalmente em algumas cenas de A Pequena Sereia, em especial na última cena do filme que mostrava o navio de casamento de Ariel e Eric navegando sob um arco-íris. Imagens geradas por computador foram usadas para criar alguns dos navios naufragados na batalha final, além da carruagem em que Eric e Ariel estão passeando quando ela salta sobre um penhasco. Esses objetos foram animados usando modelos de wireframe 3D, que foram plotados como arte de linha em celuloides e pintados tradicionalmente. O filme, sendo o único da era Renascentista da Disney e o último na história geral do estúdio a usar a tecnologia de xerografia (usada desde 1961 com One Hundred and One Dalmatians), se tornou uma espécie de transição entre as "duas eras" da Disney.

### Música
A Pequena Sereia foi considerado por alguns como “o filme que trouxe a Broadway para os desenhos animados”. O trabalho de Alan Menken na trilha do filme rendeu-lhe um Óscar de Melhor Trilha Sonora Original e teve a colaboração de Howard Ashman nas canções. Uma das canções mais proeminentes do filme, "Part of Your World", quase foi cortada quando aparentemente teve um mau desempenho com as crianças durante as exibições de teste, que ficaram inquietas durante a cena. Isso fez com que Jeffrey Katzenberg sentisse que a música precisava ser cortada, mas ele foi convencido por Musker, Clements e Keane a deixa-la no filme. Tanto Musker quanto Clements citaram a situação semelhante da música "Over the Rainbow" que também quase foi descartada de The Wizard of Oz, de 1939, quando convenceram Katzenberg. Keane pressionou para que a música permanecesse até que o filme estivesse em um estado mais finalizado. Durante uma segunda exibição-teste, a cena, agora colorida e desenvolvida, teve bons resultados com um público infantil diferente do primeiro, e o número musical foi mantido.

## Lançamento
O filme foi lançado originalmente em 17 de novembro de 1989 nos Estados Unidos, ganhando um relançamento em 14 de novembro de 1997 no país. O filme também foi exibido fora de competição no Festival de Cinema de Cannes de 1990.
Após o sucesso do relançamento em 3D de O Rei Leão (1994), a Disney anunciou um relançamento em 3D também para A Pequena Sereia agendado para 13 de setembro de 2013, mas foi cancelado em 14 de janeiro de 2013, devido ao baixo desempenho de outros relançamentos em 3D da Disney até novo aviso. A versão 3D do filme acabou sendo lançada em Blu-ray, embora ganhasse um lançamento limitado no El Capitan Theatre de setembro a outubro de 2013. Em 20 de setembro de 2013, A Pequena Sereia começou a ser exibido em cinemas selecionados onde o público poderia trazer iPads e usar um aplicativo chamado Second Screen Live. Os cinemas da rede AMC exibiram o filme de 6 a 12 de setembro de 2019.

### Mídia doméstica
Em um movimento então atípico e controverso para um novo filme de animação da Disney, A Pequena Sereia foi lançado como parte da linha Walt Disney Classics de lançamentos de mídia doméstica em VHS, LaserDisc, Betamax e Video8 em 18 de maio de 1990, seis meses após o lançamento do filme. Antes de A Pequena Sereia, apenas um seleto número de filmes de animação do catálogo da Disney havia sido lançado em mídias domésticas, já que a empresa tinha medo de perturbar sua prática lucrativa de relançar alguns filmes nos cinemas a cada poucos anos. Se tornou o título mais vendido daquele ano em home video, com mais de 10 milhões de unidades vendidas (incluindo 7 milhões só no primeiro mês) e 13 milhões de unidades até outubro de 1993. Seu lançamento doméstico, juntamente com a bilheteria dos cinemas e vendas de mercadorias, contribuíram para que A Pequena Sereia gerasse uma receita total de US$ 1 bilhão. Esse sucesso fez com que futuros filmes de animação da Disney fossem lançados em vídeo doméstico logo após o término de suas exibições nos cinemas, em vez de serem adiados por vários anos, tornando A Pequena Sereia o primeiro filme de animação da Disney a ser lançado em vídeo doméstico menos de um ano depois de seu lançamento teatral.
Após o relançamento de A Pequena Sereia em 14 de novembro de 1997 nos cinemas estadunidenses, uma nova versão em VHS foi lançada em 31 de março de 1998, como parte da Walt Disney Masterpiece Collection e incluiu um videoclipe bônus de Jodi Benson cantando "Part of Your World" durante os créditos finais em substituição a "Under the Sea", que era a canção tocada na versão original. Esse VHS vendeu 13 milhões de unidades, tornando-se o terceiro lançamento em home video mais vendido do ano.
O primeiro lançamento em DVD do filme ocorreu em 7 de dezembro de 1999 através de um disco único da coleção Walt Disney Limited Issue, com uma transferência de vídeo padrão. O filme foi relançado em DVD em 3 de outubro de 2006, como parte das edições Walt Disney Platinum de longas-metragens, junto com o videoclipe da versão cover de "Kiss The Girl" interpretada por Ashley Tisdale; nesta edição, cenas excluídas e vários documentários aprofundados sobre o filme foram incluídos como recursos bônus, bem como o curta-metragem indicado ao Oscar The Little Matchgirl. O DVD vendeu 1,6 milhão de unidades em seu primeiro dia de lançamento e mais de 4 milhões de unidades durante sua primeira semana, tornando-se a maior estreia em DVD de animações em outubro. No final do ano, o DVD havia vendido cerca de 7 milhões de unidades, entrando no Top 10 dos DVDs mais vendidos do ano. Um DVD da coleção Walt Disney Platinum Edition foi lançado em 2008 contendo os três filmes da franquia Pequena Sereia (com o box recebendo o nome "Little Mermaid Trilogy") em dezembro daquele ano.
Em 2013, o filme foi relançado em um combo Blu-ray/DVD/Cópia Digital de três discos, um combo Blu-ray/DVD de dois discos e Blu-ray 3D em 1 de outubro, como parte da linha Walt Disney Diamond Edition. A Pequena Sereia foi relançada em download digital HD e 4K em 12 de fevereiro de 2019, com um relançamento em mídia física em Blu-ray tradicional e Ultra HD em 26 de fevereiro de 2019, como parte da coleção de assinaturas da Walt Disney em comemoração do 30º aniversário do filme.

### Apresentações ao vivo
Em junho de 2016, a Disney realizou apresentações especiais do filme no Hollywood Bowl em Los Angeles, intituladas The Little Mermaid in Concert. As apresentações combinaram uma exibição de A Pequena Sereia com acompanhamento ao vivo de músicos convidados e celebridades, incluindo Sara Bareilles (que atuou como Ariel), Tituss Burgess (que atuou como Sebastião em represália ao seu papel na adaptação teatral), Darren Criss (como Príncipe Eric), Rebel Wilson (que atuou como Ursula), Joshua Colley (que atuou como Linguado), John Stamos (que atuou como Chef Louis) e Norm Lewis (que atuou como Rei Tritão como uma represália ao seu papel na adaptação ao palco). As quatro músicas adicionais escritas para a adaptação teatral homônima também foram incorporadas à apresentação, acompanhadas de cenas da arte conceitual original do filme. Durante a terceira e última apresentação, Jodi Benson substituiu Bareilles para reprisar seu papel original como Ariel, enquanto Brad Kane (que forneceu a voz cantada do personagem-título em Aladdin) e Susan Egan (que interpretou Bela na adaptação teatral de Beauty and the Beast) também fizeram participações especiais, cantando músicas de seus respectivos filmes, além de um dueto de "A Whole New World".
De 17 a 18 de maio de 2019, o Hollywood Bowl sediou outra apresentação ao vivo, intitulada The Little Mermaid: An Immersive Live-to Film Concert Experience. Essas performances mais uma vez combinaram a exibição do filme com interpretações ao vivo das músicas do filme, desta vez estrelando Lea Michele como Ariel, Harvey Fierstein como Ursula, Cheech Marin como Chef Louis, Ken Page como Sebastião, Peter Gallagher como Rei Tritão, Leo Gallo como Príncipe Eric, Joshua Turchin como Linguado e um ator não creditado como Sabidão. Esta apresentação utilizou algumas canções escritas para a adaptação para o cinema e algumas para a adaptação para o palco, incluindo Joshua Turchin cantando "She's in Love" da adaptação da Broadway de A Pequena Sereia.

## Recepção

### Desempenho comercial
No início da produção do filme, Jeffrey Katzenberg alertou Clements, Musker e sua equipe, dizendo-lhes que, como A Pequena Sereia seria um "filme para meninas", ganharia menos dinheiro nas bilheterias do que Oliver & Company, que era o maior sucesso de bilheteria de uma animação da Disney até então. No entanto, quando o filme estava mais perto de ser concluído, Katzenberg estava mais otimista de que A Pequena Sereia seria um grande sucesso a ponto de acreditar que o filme seria o primeiro longa animado a arrecadar mais de US$ 100 milhões só na América do Norte, se tornando um filme blockbuster.
Durante seu lançamento original nos cinemas estadunidenses em 1989, A Pequena Sereia arrecadou US$ 6,1 milhões em seu fim de semana de estreia, ficando em terceiro lugar, atrás de Harlem Nights e Look Who's Talking. No final de seu circuito teatral, o filme arrecadou US$ 84,4 milhões nas bilheterias norte-americanas, ficando aquém das expectativas de Katzenberg, mas ganhando 64% a mais de receita que Oliver & Company, se tornando o filme de animação com maior bilheteria da história já naquela época.
O filme foi relançado nos cinemas em 14 de novembro de 1997 nos Estados Unidos, no mesmo dia que Anastasia, do ex-funcionário animador da Disney Don Bluth, feito pela concorrente Fox Animation Studios. Neste lançamento, ficou em terceiro lugar atrás de O Chacal e Starship Troopers, arrecadando US$ 9,8 milhões durante seu primeiro fim de semana. O relançamento rendeu mais US$ 27,2 milhões em receita bruta adicional para o filme. O filme também atraiu US$ 123 milhões em bilheteria fora dos Estados Unidos e Canadá entre os dois lançamentos, resultando em uma bilheteria internacional total de US$ 235 milhões.

### Recepção da crítica
O site de agregação de resenhas Rotten Tomatoes informa que o filme tem uma taxa de aprovação de 93% com base em 71 resenhas, obtendo uma classificação média de 8,2/10; o consenso crítico do site diz: "A Pequena Sereia inaugurou uma nova era de ouro para a animação da Disney com personagens calorosos e charmosos desenhados à mão e sequências musicais cativantes". No Metacritic, o filme tem uma pontuação média ponderada de 88/100 com base em 24 críticos, indicando "aclamação universal".
Roger Ebert, crítico do jornal Chicago Sun-Times, ficou entusiasmado com o filme, escrevendo: "A Pequena Sereia é uma fantasia animada alegre e inventiva - um filme tão criativo e divertido que merece comparação com os melhores trabalhos da Disney do passado"; Ebert também comentou positivamente sobre a personagem Ariel, afirmando que ela "é uma personagem feminina totalmente realizada que pensa e age de forma independente, até mesmo de forma rebelde, em vez de esperar passivamente enquanto o tempo decide seu destino". Gene Siskel, do Chicago Tribune, escreveu: "Embora a história não ganhe nenhum prêmio do movimento de libertação das mulheres, a animação é completa e colorida e suas músicas são sedutoras [...]. O desenho da 'bruxa polvo malvada' que tem ciúmes da voz cantante da sereia é particularmente notável". Janet Maslin, do The New York Times, elogiou o filme como uma "maravilha de animação habilidosa, composições espirituosas e planejamento inteligente. Ele foi projetado para encantar os espectadores de todos os matizes concebíveis... Os adultos ficarão encantados com o brilho do filme, visual bonito e pela trilha sonora robusta. As crianças pequenas ficarão encantadas com o brilho do filme e com sua simplicidade perfeita".
A revista Variety elogiou o filme pelo elenco de personagens, Ursula em particular, afirmando que a animação do filme "mostra os personagens de maneira exuberante e fluida, aumentada pelo uso de sombra e luz, já que elementos como fogo, sol e água iluminam os personagens"; eles também elogiaram a colaboração musical entre Howard Ashman e Alan Menken "cujas canções frequentemente começam lentamente, mas aumentam com inteligência e intensidade". Durante o relançamento do filme em 1997, Hal Hinson, do The Washington Post, escreveu uma crítica mista, referindo-se à animação como uma "adaptação agradável e nada espetacular do clássico de Hans Christian Andersen".
A equipe da revista TV Guide fez uma crítica positiva, elogiando o retorno do filme aos tradicionais estilos musicais da Disney, bem como a animação do filme. No entanto, eles também escreveram que A Pequena Sereia é prejudicado pelo humor juvenil e pelos olhos dos personagens humanos. Embora ainda tenham feito uma crítica positiva, eles afirmaram ainda que o filme "não se compara aos verdadeiros clássicos da Disney (que agradam igualmente crianças e adultos)". Todd Gilchrist, do portal IGN, escreveu uma crítica positiva do filme, afirmando que o mesmo é "uma conquista quase perfeita"; Gilchrist também elogiou como o filme reavivou o interesse pela animação, já que foi lançado em um momento em que o interesse pelos desenhos animados estava em baixa. A revista Empire também deu uma crítica positiva do filme, afirmando: "[A Pequena Sereia é] um filme encantador, ostentando todos os ingredientes que fazem de uma experiência Disney algo para valorizar, ao mesmo tempo que é livre de todos os elementos politicamente corretos e estereotipados que atrapalharam as produções mais recentes".
Em abril de 2008 os usuários do Yahoo! elegeram A Pequena Sereia com a posição #14 entre os 30 melhores filmes de animação de todos os tempos. Em junho do mesmo ano, o filme permaneceu na lista, mas caiu seis posições, terminando na #20 posição. Em 2011, Richard Corliss, crítico de cinema da revista Time, nomeou o filme como um dos "25 melhores filmes de animação de todos os tempos".

### Prêmios e indicações
O filme recebeu três indicações ao Óscar, tornando-se o primeiro filme de animação da Disney a receber indicações para a cerimônia desde The Rescuers, de 1977; na ocasião, foi indicado duas vezes para Melhor canção original pelas faixas "Kiss the Girl" e "Under the Sea", que foi a vencedora, e ganhando o de Melhor trilha sonora original pelo trabalho de Alan Menken. A Pequena Sereia também foi o primeiro filme de animação a conseguir uma indicação para o Globo de Ouro de Melhor filme de comédia ou musical, perdendo o troféu para Driving Miss Daisy.
Impulsionado pelo sucesso do filme e pelos prêmios de sua trilha sonora, a Recording Industry Association of America certificou A Pequena Sereia em setembro de 1990 com o disco de dupla platina pelas vendas de dois milhões de cópias de seu álbum de trilha sonora, um feito inédito para um filme de animação na época. Até o momento, o álbum da trilha sonora do filme foi certificada seis vezes com platina nos Estados Unidos.
| Óscar          | Melhor trilha sonora Melhor Canção Original - "Under the Sea" |
| Globo de Ouro  | Melhor trilha sonora Melhor Canção Original - "Under the Sea" |
| Prêmios Grammy | Melhor canção composta para filme - "Under the Sea"           |

| Óscar         | Melhor canção original - "Kiss the Girl"                                |
| Globo de Ouro | Melhor filme - comédia/musical Melhor Canção Original - "Kiss the Girl" |

## Legado

### Importância
A Pequena Sereia, que foi o primeiro conto de fadas animado produzido pelos estúdios Disney desde A Bela Adormecida (1959), é um filme importante na história da animação por vários motivos. Foi fundamental para restabelecer as animações em longa-metragem como um empreendimento lucrativo para a Walt Disney Company, já que os parques temáticos, as produções televisivas e os filmes de ação ao vivo da empresa ofuscaram a produção de animação desde a década de 1950. A Pequena Sereia foi o segundo filme, depois de Oliver & Company, produzido depois que a Disney começou a expandir sua produção de animação após seu bem-sucedido filme de animação com ação ao vivo Who Framed Roger Rabbit e se tornou a primeira grande bilheteria de animação da Disney e sucesso de crítica desde The Rescuers de 1977. A Walt Disney Feature Animation cresceu ainda mais graças ao sucesso financeiro do filme, o que possibilitou a produção de outros clássicos posteriores do estúdio como Beauty and the Beast (1991), Aladdin (1992) e O Rei Leão (1994). A equipe aumentou de 300 membros em 1988 para 2.200 em 1999, espalhados por três estúdios em Burbank, na Califórnia, Lake Buena Vista, na Flórida, e Montreuil, Seine-Saint-Denis, na França.
Além disso, A Pequena Sereia sinalizou o restabelecimento do formato de filmes musicais como padrão para os filmes de animação da Disney. A maioria dos filmes de animação mais populares da Disney da década de 1930 eram musicais, embora nas décadas de 1970 e 1980 o papel da música tivesse sido menos enfatizado nas produções do estúdio. Oliver & Company, de 1988, serviu como uma espécie de teste para o sucesso do formato musical antes da Disney se comprometer com a estrutura no estilo Broadway para A Pequena Sereia.
Em 2022, o filme foi selecionado para preservação no National Film Registry dos Estados Unidos pela Biblioteca do Congresso como sendo "culturalmente, historicamente ou esteticamente significativo".

### Controvérsias e críticas
Michael Landis, professor de história da Universidade Estadual de Nova York, a Ulster, escrevendo para a revista de ciência Smithsonian em 2019, diz que o filme "enviou mensagens importantes sobre identidade política para seu público jovem", incluindo tópicos sobre direitos dos homossexuais (a personagem central, Ariel, "sente-se constrangida por sua sociedade patriarcal" e está "no armário"), fluidez de gênero e questões de imagem corporal. Ariel se torna "a única mulher forte em todo o filme e, portanto, o único modelo feminino de referência na história", uma vez que a vilã Ursula foi baseada na famosa drag queen Divine, sendo ela mesma intimamente associada ao cineasta gay John Waters. Landis argumenta que "Ariel aprende [com Ursula] que gênero [não é]... uma categoria natural, mas... uma construção performada". Ele adiciona:
Em suma, Ursula representa o feminismo, a fluidez de gênero e o empoderamento da jovem Ariel. Ariel pode ser o que quiser, mas escolhe o papel de jovem noiva e de conformidade humana. Para garantir a transição de Ariel para a domesticidade, o homem de sua vida assassina Ursula com um símbolo "convenientemente fálico", de acordo com Patrick D. Murphy ou, como diz Laura Sells, "o massacre ritual do arquetípico personagem feminino maligno". De qualquer forma, o filme oferece implicitamente uma mensagem sombria e perturbadora sobre os limites da sociedade americana no final dos anos 1980.
Em 2018, um coro a capella exclusivamente masculino da Universidade de Princeton chamado The Tigertones foi criticado por usar a música "Kiss the Girl" e, em particular, pela forma como sua performance influenciou a letra. O filme retrata uma personagem feminina muda em um cenário romântico com um personagem masculino, enquanto a letra o incentiva a beijá-la. Os Tigertones traziam ao palco dois espectadores desavisados, um homem e uma mulher, e os encorajavam a se beijar. Os críticos levantaram questões sobre o consentimento informado estar em jogo, bem como sobre a masculinidade tóxica. Também foram feitas comparações com outros filmes de animação da Disney que provocaram argumentos semelhantes, como Branca de Neve e os Sete Anões, em que o príncipe beija Branca de Neve "adormecida". Alguns estudantes de Princeton disseram ao jornal The New York Times que as letras não eram preocupantes, mas os Tigertones escolhendo pessoas aleatoriamente, sim.
Também em 2018, a atriz Keira Knightley disse que não permitiria que sua filha de três anos assistisse a filmes da Disney, incluindo Cinderela e A Pequena Sereia, argumentando: "É com esse [segundo filme] que estou bastante irritada, porque gosto muito dos dois filmes, mas A Pequena Sereia, quer dizer, as músicas são ótimas, mas não desista da voz por causa de um homem [em referência ao fato da história mostrar Ariel sacrificar sua voz para conquistar o amor de Eric]".
A atriz, comediante e escritora Mindy Kaling expressou sentimentos semelhantes:
A Pequena Sereia é um pouco problemática para mim. Adoro as músicas, adoro o caranguejo, Ursula, a Bruxa do Mar, é uma ótima personagem, mas fico chateada ao olhar para trás e ver que Ariel desistiu da voz e deixou a família e os amigos em busca de um homem. E ela tem 16 anos. Quando minha filha e eu assistirmos juntas e ela ficar mais velha, ainda deixarei que ela assista, mas terei que fazer comentários do tipo: "Você não precisa ser muda para atrair um homem e fazer com que todos os seus sonhos se tornem realidade. Está bem?" As pessoas em sua vida que são suas inimigas não são apenas "uma mulher mais velha que tem ciúmes de sua beleza". O maior sonho da vida não é casar com um príncipe branco.

### Parques temáticos
Ariel é uma personagem de encontro e saudação que aparece nos parques temáticos da Disney em todo o mundo, inclusive em atrações específicas de encontro e saudação aos visitantes, como a "Ariel's Grotto". Vários shows de entretenimento ao vivo baseados no filme podem ser encontrados nos parques temáticos da Disney em todo o mundo, incluindo "Voyage of the Little Mermaid" no Walt Disney World Resort e "King Triton's Concert" no Tokyo DisneySea; a atração "Mermaid Lagoon", também no Tokyo DisneySea, também é baseado no filme.

## Sequência e prequela
Uma sequência lançada diretamente em vídeo, intitulada The Little Mermaid II: Return to the Sea, foi lançada em 19 de setembro de 2000; a trama se concentra na filha de Ariel, Melody, que deseja fazer parte do mundo oceânico. Oito anos depois, uma prequela também disponibilizada diretamente em vídeo intitulada The Little Mermaid: Ariel's Beginning, foi disponibilizada; a história se passa antes dos eventos do filme original, no qual o Rei Tritão baniu a música do Reino de Atlântica.

## Outras mídias

### Série de televisão
Uma série de televisão animada homônima em prequela baseada no filme estreou no final de 1992 na rede de televisão estadunidense CBS, seguindo as aventuras de Ariel antes dos acontecimentos do filme.

### Adaptação em live-action
Em maio de 2016, o Deadline Hollywood informou que a Disney estava no início do desenvolvimento de uma adaptação em live-action do filme a ser dirigida por Rob Marshall, com roteiro de David Magee e Jane Goldman, e uma história concebida por Magee, Marshall e John DeLuca. Alan Menken foi confirmado para retornar como compositor e escreveu novas canções ao lado de Lin-Manuel Miranda, que também atua como co-produtor ao lado de Marc Platt, Marshall e DeLuca. Com a atriz Halle Bailey estrelando como Ariel, junto com Jonah Hauer-King, Javier Bardem e Melissa McCarthy, acompanhados por Daveed Diggs, Jacob Tremblay e Awkwafina em papéis de voz, as filmagens terminaram em 11 de julho de 2021.
Lançado em 26 de maio de 2023 o filme foi recebido com críticas geralmente mistas, com muitos setores da sociedade contestando a escolha de Bailey, uma atriz negra, como Ariel em vez de uma atriz branca e/ou ruiva (características originais de Ariel no filme de 1989). Isso também afetou seu desempenho nas bilheterias, uma vez que o filme chegou a sofrer boicotes por conta da presença de Bailey, sobretudo em partes da Ásia. Ainda sim, o filme se tornou um modesto sucesso comercial, arrecadando US$ 569,6 milhões em todo o mundo contra um orçamento de produção beirando os US$ 300 milhões.